# Psara subdentalis
Psara subdentalis là một loài bướm đêm trong họ Crambidae.